# Épilogue de Josef Suk

Épilogue, op 37 est un poème symphonique pour voix, chœurs mixtes et orchestre de Josef Suk d'après les Psaumes, le livre de la Genèse de l'Ancien Testament, et la pièce sous le pommier de Julius Zeyer. Il s'agit de sa dernière composition symphonique.
Il a été écrit entre 1920 et 1929, avec une révision en 1930-1933, achevé deux ans avant la mort du compositeur. L'œuvre a été dédicacée au chef d'orchestre Václav Talich qui en fit la création, avec l'orchestre philharmonique tchèque, le 20 décembre 1933.

## Structure
L'œuvre est conçue comme la fin d'un cycle symphonique, comportant sa Symphonie « Asraël », son « Conte d‘été » et son « Zrani ». Sa genèse est très longue, sur plus d'une décennie, avec de nombreuses révisions.
1. Les Pas
2. Chant des mères
3. D'Éternité en éternité
4. Étonnement et inquiétude mystérieuse
5. Le Pèlerin consolateur

La durée d'exécution est d'environ quarante minutes.

## Source
François-René Tranchefort, guide de la musique symphonique, éd. Fayard p. 781
1. 1 2  Roubicek V, notice de l'enregistrement de l'œuvre par l'orchestre philharmonique tchèque, sous la direction de Vaclav Neumann